# Finisseur
Finisseur – typ zawodnika w kolarstwie szosowym. To kolarz walczący o zwycięstwo z sprinterami, dzięki ucieczce podejmowanej na kilka kilometrów przed metą. 
Finisseur to zawodnik, który korzystając z przestoju w peletonie i spadku jego tempa na końcowych kilometrach wyścigu w wyniku taktycznych rozgrywek, decyduje się na atak i samotną ucieczkę na kilku ostatnich kilometrach etapu, a dzięki swojej wysokiej mocy i dużej szybkości jest w stanie utrzymać się przed peletonem do końca wyścigu i pokonać walczących o zwycięstwo sprinterów.
Za wybitnego finisseura jest uznawany Fabian Cancellara, który wielokrotnie podejmował ataki na ostatnich kilometrach etapów; jako finisseura opisywano ównież Philippa Gilberta. Terminem tym opisywany był także Jay Vine po swojej akcji z Tour de Romandie 2025 czy Soregn Kragh Andersen po swoim ataku w czasie Tour de France 2020.